# Calycera sessiliflora
Calycera sessiliflora är en calyceraväxtart som beskrevs av Rodolfo Amando Philippi. Calycera sessiliflora ingår i släktet Calycera och familjen calyceraväxter. Utöver nominatformen finns också underarten C. s. axillaris.